# Bruton
Bruton is een civil parish in het bestuurlijke gebied South Somerset, in het Engelse graafschap Somerset met 2907 inwoners.

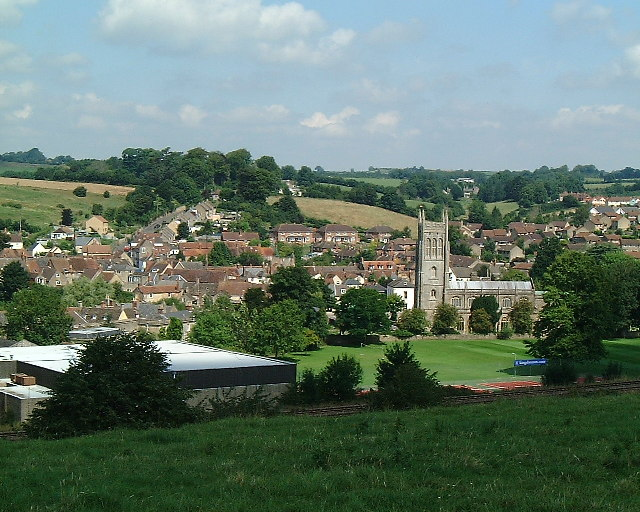
Bruton
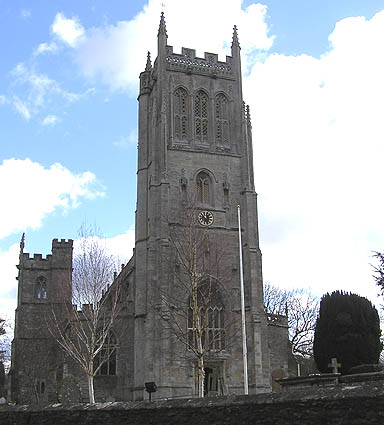
Kerk in Bruton